# Alchemilla cinerea
Alchemilla cinerea är en rosväxtart som beskrevs av Robert Buser. Alchemilla cinerea ingår i släktet daggkåpor, och familjen rosväxter. Inga underarter finns listade i Catalogue of Life.